# Leisele
Leisele est une section de la commune belge d'Alveringem située en Région flamande dans la province de Flandre-Occidentale. C'était une commune à part entière avant la fusion des communes de 1977. Lors d`une précédente fusion en 1971 Leisele avait intégré elle même les communes de Gijverinkhove et Izenberge.

## Toponymie
Anciennement Leysele.

## Démographie

### Évolution démographique: Avant la fusion de 1971
- Sources : INS, Rem. : 1831 jusqu'en 1961 = recensements[2].

### Évolution démographique de la commune fusionnée (1971-1976)
- Sources : INS, Rem. : 1831 jusqu'en 1970 = recensements, 1976 = nombre d'habitants au 31 décembre[2].

## Histoire
En 1917, pendant la Première Guerre mondiale, Leisele proche voisine d'Hondschoote, située de l'autre côté de la frontière, a parfois subi le contrecoup des attaques visant la ville française, où se situait notamment un parc d'aviation : le 11 septembre 1917, six à sept obus allemands ont touché Hondschoote à proximité de la frontière belge. Ils n'ont pas éclaté. On estime que de l'ordre de 25 d'entre eux sont tombés sur la commune belge de Leisele toute proche.

## Personnalités liées à la commune
- Joseph Benoit de Mazière, avant-dernier professeur au Collegium Trilingue.

## Héraldique
Parti, au premier d'hermine à la bande de gueules chargée de trois coquilles d'or, au second d'hermine au chevron aussi de gueules.

Armoiries de Leisele